# Việt Nam năm 2009
Dưới đây là sự kiện trong năm tại Việt Nam 2009.

## Đương nhiệm
| Ảnh | Vị trí            | Tên               |
| --- | ----------------- | ----------------- |
|     | Tổng bí thư       | Nông Đức Mạnh     |
|     | Chủ tịch nước     | Nguyễn Minh Triết |
|     | Thủ tướng         | Nguyễn Tấn Dũng   |
|     | Chủ tịch Quốc hội | Nguyễn Phú Trọng  |

## Sự kiện

### Diễn ra trong năm
- Giải bóng đá vô địch quốc gia 2009[1]
- Giải bóng đá hạng nhất quốc gia Việt Nam 2009[2]
- Việt Nam là quốc gia chủ nhà của Đại hội Thể thao Trong nhà châu Á 2009: từ ngày 30 tháng 10 đến 8 tháng 11 năm 2009[3][4][5]
- Vụ án Sầm Đức Xương

### Tháng 2
- 23 tháng 2: Hoàn tất quá trình phân giới, cắm mốc biên giới trên đất liền Việt Nam - Trung Quốc[6]

### Tháng 5
- 8 tháng 5: Chính phủ Việt Nam ra Nghị quyết 19/NQ-CP thành lập quận Hà Đông trên cơ sở toàn bộ diện tích, dân số của thành phố Hà Đông trước đây và thành phố Sơn Tây chuyển thành thị xã Sơn Tây.[7]
- Từ 31 tháng 5: Việt Nam trở thành quốc gia thứ 47 thông báo có bệnh nhân nhiễm cúm A/H1N1[8]

### Tháng 9
- 28–30 tháng 9: Đại hội đại biểu toàn quốc Mặt trận Tổ quốc Việt Nam lần thứ VII[9]
- 30 tháng 9: Quan họ Bắc Ninh và Ca trù đã được UNESCO công bố là Di sản Văn hóa phi vật thể đại diện của nhân loại.[10]

## Mất
Xem: Thể loại:Mất năm 2009

### Tháng 2
- 13 tháng 2: Phương Thanh, 52, diễn viên[11]

### Tháng 6
- 4 tháng 6: Võ An Ninh, 101, nhiếp ảnh gia[12]
- 30 tháng 6: Huỳnh Phúc Điền, 39, đạo diễn[13]

### Tháng 7
- 5 tháng 7: Phùng Há, 98, nghệ sĩ[14]

### Tháng 9
- 20 tháng 9: Thanh Thanh Hoa, 66, nghệ sĩ cải lương[15]